# Martín Acosta y Lara
Martín Raúl Acosta y Lara Díaz (Montevideo, 12 marzo 1925 – Mendoza, 5 gennaio 2005) è stato un cestista uruguaiano.

## Carriera
Con l'Uruguay ha disputato due edizioni dei Giochi olimpici (Londra 1948 e Helsinki 1952) e i Campionati del mondo del 1954.